# 애설레드 2세
애설레드 2세 또는 에델레드 2세(966년 경 ~ 1016년 4월 23일)는 978년부터 1013년까지, 또 1014년부터 사망하던 1016년까지 잉글랜드 국왕을 역임한 인물이다. 에드거 평화왕의 아들이다.

## 같이 보기
- 서색슨인의 왕